# Vicky Florus
Vicky Florus (29 mei 1974) is een Vlaams actrice, die afstudeerde aan de afdeling Drama van het Koninklijk Conservatorium van Brussel.
Sinds halverwege de jaren negentig speelt ze in het theater (onder andere bij het Echt Antwaarps Teater) en in diverse televisieseries. Ze vertolkte de rol van verpleegster Marie van der Aa in de serie Spoed (43 afleveringen) en Rebecca de Taeye in de serie Thuis.
Naast acteerwerk doet Vicky Florus stemmen en regisseert zij af en toe, onder andere de productie Much ado about nothing van William Shakespeare. Ze vertolkt ook de stem van Bart Simpson in de Vlaamse versie van The Simpsons Movie en in 2010 de stem van Zigby in gelijknamige animatiereeks bij vtmKzoom.

## Rollen
- Drie mannen onder één dak (1989) - Margot
- De Kotmadam (1994) - Roberta
- Wittekereke (1994) - als sektelid Doortje
- Heterdaad (1996) - als kassameisje
- Thuis (1996 tot 1998) - Rebecca de Taeye
- Windkracht 10 (1997) - Veerle, dochter van Bob
- Deman (1998) - als Julie Geens
- Verschoten & zoon (1999) - als verpleegster
- F.C. De Kampioenen (1999) - Françoise Framboise
- W817 (1999) - Verpleegster
- Wittekerke (2000) - als Rita
- Verschoten & zoon (2000) - als Sofie
- Spoed (2000-2001) - verpleegster Marie van der Aa
- Aspe (2004) - als verpleegster
- The Simpsons Movie (2007) - Bart Simpson (stem Vlaamse versie)
- Zone Stad (2010) - als Moeder Huybrechts
- Witse (2010) - Moeder Tezcan
- Zone Stad (2011) - Annie
- Ella (2011) - Examinator
- Aspe (2013) - als Emma De Loo
- Binnenstebuiten (2013) - als Leona
- Glitter Force (2015-2016) - als Koninging Euforia / Heks / Mevrouw Maison (stem Vlaamse versie)
- De avonturen van K3 (2016) - Z / Jasmin / Melisa Dubois / Mixed Tapes / Carlita Chica Rumba (stem Vlaamse versie)
- Professor T. (2016) - als Hilde van Eik
- Pippa (2016) - Mevr. Broeckx
- Fair Trade (2021) - als Margot Moons